# Adair County (Iowa)
Das Adair County ist ein County im US-amerikanischen Bundesstaat Iowa. Im Jahr 2020 hatte das County 7496 Einwohner und eine Bevölkerungsdichte von 5,1 Einwohnern pro Quadratkilometer.  Der Verwaltungssitz (County Seat) ist Greenfield.

## Geografie
Das County liegt im mittleren Südwesten von Iowa und hat eine Fläche von 1477 Quadratkilometern, wovon drei Quadratkilometer Wasserfläche sind. An das Adair County grenzen folgende Nachbarcountys:
| Audubon County | Guthrie County | Dallas County  |
| Cass County    |                | Madison County |
| Adams County   |                | Union County   |

## Geschichte

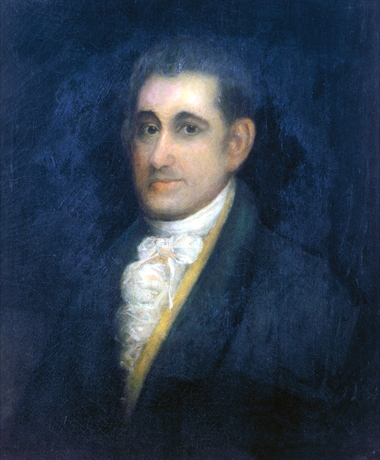
J. Adair

Das Adair County wurde am 15. Januar 1851 aus Teilen des Pottawattamie County gebildet. Benannt wurde es nach John Adair (1757–1840), einem Helden im Krieg von 1812 und achten Gouverneur von Kentucky (1820–1824).

## Bevölkerung
Nach der Volkszählung im Jahr 2010 lebten im Adair County 7682 Menschen in 3270 Haushalten. Die Bevölkerungsdichte betrug 5,2 Einwohner pro Quadratkilometer. In den 3270 Haushalten lebten statistisch je 2,29 Personen.
Ethnisch betrachtet setzte sich die Bevölkerung zusammen aus 98,5 Prozent Weißen, 0,2 Prozent Afroamerikanern, 0,1 Prozent amerikanischen Ureinwohnern, 0,4 Prozent Asiaten sowie aus anderen ethnischen Gruppen; 0,7 Prozent stammten von zwei oder mehr Ethnien ab. Unabhängig von der ethnischen Zugehörigkeit waren 1,5 Prozent der Bevölkerung spanischer oder lateinamerikanischer Abstammung.
21,8 Prozent der Bevölkerung waren unter 18 Jahre alt, 56,1 Prozent waren zwischen 18 und 64 und 22,1 Prozent waren 65 Jahre oder älter. 50,5 Prozent der Bevölkerung waren weiblich.

Das jährliche Durchschnittseinkommen eines Haushalts lag bei 47.872 USD. Das Pro-Kopf-Einkommen betrug 25.147 USD. 9,9 Prozent der Einwohner lebten unterhalb der Armutsgrenze.

## Ortschaften im Adair County
Citys
| - Adair1 - Bridgewater - Casey1 - Fontanelle | - Greenfield - Orient - Stuart1 |

Unincorporated Communities
| - Arbor Hill - Berea - Canby - Fisk | - Hebron - Howe - North Branch - Rosserdale | - Stanzel - Zion |

1 – teilweise im Guthrie County

## Gliederung
Das Adair County ist in 17 Townships eingeteilt:
| Township             | Einwohner (2010) | FIPS     |
| -------------------- | ---------------- | -------- |
| Eureka Township      | 88               | 19-91248 |
| Grand River Township | 145              | 19-91608 |
| Greenfield Township  | 2072             | 19-91755 |
| Grove Township       | 169              | 19-91776 |
| Harrison Township    | 178              | 19-91854 |
| Jackson Township     | 347              | 19-92088 |

| Township           | Einwohner (2010) | FIPS     |
| ------------------ | ---------------- | -------- |
| Jefferson Township | 163              | 19-92199 |
| Lee Township       | 214              | 19-92397 |
| Lincoln Township   | 926              | 19-92514 |
| Orient Township    | 572              | 19-93198 |
| Prussia Township   | 173              | 19-93519 |
| Richland Township  | 174              | 19-93570 |

| Township            | Einwohner (2010) | FIPS     |
| ------------------- | ---------------- | -------- |
| Summerset Township  | 996              | 19-94032 |
| Summit Township     | 967              | 19-94035 |
| Union Township      | 177              | 19-94161 |
| Walnut Township     | 176              | 19-94389 |
| Washington Township | 145              | 19-94443 |